# Campionati mondiali di ginnastica artistica 2011 - Volteggio femminile

## Risultati
| Pos.    | Ginnasta           | Nazione         | Volteggio 1 | Volteggio 2 | Penalità | Totale |
| ------- | ------------------ | --------------- | ----------- | ----------- | -------- | ------ |
| Oro     | McKayla Maroney    | Stati Uniti     | 15,800      | 14,800      | -        | 15,300 |
| Argento | Oksana Chusovitina | Germania        | 15,066      | 14,400      | -        | 14,733 |
| Bronzo  | Phan Thị Hà Thanh  | Vietnam         | 14,600      | 14,733      | -        | 14,666 |
| 4       | Jade Barbosa       | Brasile         | 14,866      | 14,266      | -        | 14,566 |
| 5       | Giulia Steingruber | Svizzera        | 14,900      | 14,000      | -        | 14,450 |
| 6       | Tat'jana Nabieva   | Russia          | 14,566      | 14,133      | -        | 14,349 |
| 7       | Alexa Moreno       | Messico         | 14,733      | 13,700      | -        | 14,216 |
| 8       | Yamilet Peña Abreu | Rep. Dominicana | 13,900      | 0,000       | -        | 6,950  |